# Allsvenskan i handboll för herrar 2010/2011
Allsvenskan i handboll för herrar 2010/2011 var Sveriges näst högsta division i handboll för herrar säsongen 2010/2011 och innehöll 13 lag som spelade mot varandra två gånger (en gång hemma och en gång borta). Säsongen inleddes torsdagen den 16 september 2010 och avslutades lördagen den 19 mars 2011. Efter avslutat seriespel inleddes kvalet till både Elitserien och Div 1, Elitseriekvalet inleddes den 26 mars och avslutas den 29 april.
Serien skulle egentligen ha innehållit 14 lag, men IFK Trelleborg meddelade den 15 september 2010 att man dra sig ur serien med orsaken att klubben har stora skulder och att flera spelare hade lämnat laget. Inget nytt lag ersatte Trelleborg, då serien startade dagen efter.
IFK Tumba vann serien och är klara för Elitserien 2011/2012, medan IFK Ystad, Stavstens IF och Önnereds HK får spela i kvalserien mot tre lag från Elitserien om ytterligare tre platser. Kärra HF åker ner till Division 1, medan Djurgårdens IF och Alstermo IF får kvala för att hålla sig kvar i Allsvenskan 2011/2012. Efter avslutat kval till Elitserien stod det klart att lagen som spelat Elitserien 2010/2011, Hammarby IF, IFK Kristianstad och H43, behåller sina platser även för säsongen 2011/2012.

## Deltagande lag
Från Elitserien 2009/2010 (1 lag)
- OV Helsingborg

Från Elitseriekval (3 lag)
- Hästö IF
- IFK Tumba
- Önnereds HK

Från Allsvenskan 2009/2010 (6 lag)
- IF Hallby
- HF Kroppskultur Herr
- Kärra HF
- Stavstens IF
- HP Warta
- IFK Ystad

Från Allsvenskt kval (2 lag)
- Rimbo HK
- IFK Trelleborg

Från Division 1 2009/2010 (2 lag)
- Alstermo IF
- Djurgårdens IF

## Tabell
Not: Lag 1 till Elitserien 2011/2012, lag 2-4 till Elitseriekval, lag 11-12 till Allsvenskt kval, lag 13-14 åker ner till Div 1 2011/2012.
| Nr | Lag                  | S  | V  | O | F  | GM  | IM  | MS  | P  |
| -- | -------------------- | -- | -- | - | -- | --- | --- | --- | -- |
| 1  | IFK Tumba            | 24 | 17 | 1 | 6  | 729 | 638 | +91 | 35 |
| 2  | IFK Ystad            | 24 | 16 | 3 | 5  | 782 | 710 | +72 | 35 |
| 3  | Stavstens IF         | 24 | 14 | 2 | 8  | 716 | 697 | +19 | 30 |
| 4  | Önnereds HK          | 24 | 13 | 3 | 8  | 716 | 661 | +55 | 29 |
| 5  | HF Kroppskultur Herr | 24 | 13 | 1 | 10 | 660 | 649 | +11 | 27 |
| 6  | IF Hallby            | 24 | 11 | 2 | 11 | 769 | 747 | +22 | 24 |
| 7  | OV Helsingborg (N)   | 24 | 9  | 4 | 11 | 669 | 665 | +4  | 22 |
| 8  | HP Warta             | 24 | 10 | 1 | 13 | 645 | 699 | −54 | 21 |
| 9  | Rimbo HK (U)         | 24 | 9  | 2 | 13 | 776 | 841 | −65 | 20 |
| 10 | Hästö IF             | 24 | 7  | 4 | 13 | 696 | 719 | −23 | 18 |
| 11 | Djurgårdens IF (U)   | 24 | 7  | 4 | 13 | 688 | 721 | −33 | 18 |
| 12 | Alstermo IF (U)      | 24 | 8  | 1 | 15 | 606 | 647 | −41 | 17 |
| 13 | Kärra HF             | 24 | 7  | 2 | 15 | 666 | 724 | −58 | 16 |
| 14 | IFK Trelleborg*      | 0  | 0  | 0 | 0  | 0   | 0   | 0   | 0  |

*IFK Trelleborg utgick på grund av ekonomiska problem.

## Kvalspel till Allsvenskan

### Semi off
- HK Eskil – IK Cyrus 56–67 (22–31, 34–36)
- GIK Wasaiterna – IVH Västerås 54–58 (30–25, 24–33)

### Direkt off
- IVH Västerås – Alstermo IF 2–0 i matcher (34–27, 30–17)
- IK Cyrus – Djurgårdens IF 0–2 i matcher (26–31, 27–29)